# Comarostaphylis spinulosa
Comarostaphylis spinulosa là một loài thực vật có hoa trong họ Thạch nam. Loài này được (M.Martens & Galeotti) Diggs mô tả khoa học đầu tiên năm 1986.